# 華麗金鱨
華麗金鱨，為輻鰭魚綱鯰形目脂鱨科的其中一種，為熱帶淡水魚，分布於非洲西部，除甘比亞至賴比瑞亞沿岸以外的淡水流域，體長可達57公分，棲息在底層水域，以軟體動物、橈腳類及甲殼類等為食，生活習性不明，可做為食用魚。

## 扩展阅读
維基物種上的相關：華麗金鱨